# Grovsjön
Grovsjön är en sjö i Åsele kommun i Lappland och ingår i Gideälvens huvudavrinningsområde. Sjön har en area på 0,123 kvadratkilometer och ligger 427 meter över havet. Sjön avvattnas av vattendraget Valvattenbäcken.

## Delavrinningsområde
Grovsjön ingår i det delavrinningsområde (713373-159779) som SMHI kallar för Inloppet i Stor-Valvattnet. Medelhöjden är 456 meter över havet och ytan är 13,38 kvadratkilometer. Det finns inga avrinningsområden uppströms utan avrinningsområdet är högsta punkten. Valvattenbäcken som avvattnar avrinningsområdet har biflödesordning 2, vilket innebär att vattnet flödar genom totalt 2 vattendrag innan det når havet efter 187 kilometer. Avrinningsområdet består mestadels av skog (79 procent) och sankmarker (12 procent). Avrinningsområdet har 0,12 kvadratkilometer vattenytor vilket ger det en sjöprocent på 0,9 procent.